# Marcha por la Ciencia
La Marcha por la Ciencia (en inglés March for Science, anteriormente llamada Scientists' March on Washington) es una serie de manifestaciones y marchas en Washington D. C. y más de 500 ciudades en todo el mundo el 22 de abril de 2017. De acuerdo a los organizadores, la marcha es un movimiento no partidario para celebrar la ciencia y el rol que juega en la vida diaria. El objetivo principal de la marcha y manifestación es reclamar por una ciencia que apoya el bien común y reclamar por políticas basadas en evidencias, para el mejor interés público.
Los organizadores y seguidores de la Marcha por la Ciencia dicen que el apoyo a la ciencia debería ser no partidario. Las marcha está siendo organizada por científicos escépticos de la agenda de la administración Trump, y críticos de las políticas de la administración Trump extensamente vistas como hostiles a la ciencia. El sitio web de la marcha afirma que un gobierno estadounidense que ignora la ciencia para perseguir agendas ideológicas pone en peligro el mundo.
Algunos asuntos particulares de política de ciencia alzada por los manifestantes incluyen el apoyo a las políticas basadas en evidencias, así también como el apoyo a la financiación gubernamental de la investigación científica, la transparencia de gobierno, y la aceptación del gobierno del consenso científico en el cambio climático y la evolución. La marcha es parte de una creciente actividad política de científicos estadounidenses como consecuencia de las elecciones presidenciales de Estados Unidos de 2016 y la Marcha de las Mujeres en Washington.